# Dermomurex
Dermomurex là một chi ốc biển, là động vật thân mềm chân bụng sống ở biển thuộc họ Muricidae, họ ốc gai.

## Các loài
Các loài thuộc chi Dermomurex bao gồm:
- Dermomurex agnesae Vokes, 1995[2]
- Dermomurex alabastrum (A. Adams, 1864)[3]
- Dermomurex angustus (Verco, 1895)[4]
- Dermomurex binghamae Vokes, 1992[5]
- Dermomurex glicksteini Petuch, 1987[6]
- Dermomurex goldsteini Tenison Woods, 1876[7]
- Dermomurex gunteri Vokes, 1985[8]
- Dermomurex indentatus (Carpenter, 1857)[9]
- Dermomurex kaicherae (Petuch, 1987)[10]
- Dermomurex neglecta (Habe & Kosuge, 1971)[11]
- Dermomurex obeliscus (A. Adams, 1853)[12]
- Dermomurex olssoni Vokes, 1989[13]
- Dermomurex pacei Petuch, 1988[14]
- Dermomurex pauperculus (C. B. Adams, 1850)[15]
- Dermomurex raywalkeri Houart, 1986[16]
- Dermomurex sarasuae Vokes, 1992[17]
- Dermomurex scalaroides (Blainville, 1829)[18]
- Dermomurex worsfoldi Vokes, 1992[19]
- Dermomurex bakeri (Hertlein & Strong, 1951)[20]
- Dermomurex elizabethae (McGinty, 1940)[21]
- Dermomurex africanus Vokes, 1978[22]
- Dermomurex bobyini (Kosuge, 1984)[23]
- Dermomurex gofasi Houart, 1996[24]
- Dermomurex infrons Vokes, 1974[25]
- Dermomurex myrakeenae (Emerson & D'Attilio, 1970)[26]
- Dermomurex wareni Houart, 1990[27]
- Dermomurex abyssicolus (Crosse, 1865)[28]
- Dermomurex antecessor Vokes, 1975[29]
- Dermomurex cunninghamae (Berry, 1964)[30]
- Dermomurex leali Houart, 1991[31]
- Dermomurex oxum Petuch, 1979[32]
- Dermomurex sepositus Houart, 1993[33]
- Dermomurex triclotae Houart, 2001[34]
- Dermomurex trondleorum Houart, 1990[35]
- Dermomurex antonius Vokes, 1974[36]
- Dermomurex howletti Vokes, 1995[37]
- Dermomurex pasi Vokes, 1993[38]
- Dermomurex colombi Houart, 2006[39]